# Aristakès de Lastiver
Aristakès de Lastiver (armeni: Արիստակես Լաստիվերցի; 1002-1080) fou un historiador i cronista de l'Armènia medieval. Fou autor de moltes obres, entre les quals destaca la seva Història: Sobre el patiment infligit pels pobles estrangers que ens envolten, que descriu les relacions d'Armènia amb l'Imperi Romà d'Orient i Geòrgia, així com les devastadores invasions seljúcides del segle xi i les tortures de cristians pels seljúcides.
Anteriorment es creia que venia d'un poble anomenat Lastivard o Lastivert, però actualment els acadèmics pensen que Aristakès nasqué en un poble conegut com a Lastiver, possiblement situat prop d'Artze. No se sap gaire cosa sobre la seva vida. Com a vardapet que era, tenia un bon coneixement de la teologia cristiana i parlava grec i, probablement, diverses altres llengües. Escrigué la seva història entre el 1072 i el 1079 sense el suport d'un mecenes, relatant els fets històrics dels quals fou testimoni. L'obra d'Aristakès, que es compon de 25 capítols i un colofó únic, descriu les invasions seljúcides des del 1047-1048 fins a la batalla de Mantziciert (1071), passant per la caiguda d'Aní (1064).